# Leaves of Grass (Film)
Leaves of Grass (Alternativtitel: Gefährliches Gras) ist ein US-amerikanischer Spielfilm aus dem Jahr 2009 des Regisseurs Tim Blake Nelson, der auch das Drehbuch verfasste. Premiere feierte die schwarze Komödie, in der Edward Norton in einer Doppelrolle zu sehen ist, am 17. September 2009 auf dem Internationalen Filmfestival in Toronto.

## Handlung
Der Tod seines Zwillingsbruders Brady führt den angesehenen Philosophieprofessor Bill Kincaid nach Jahren in seine verschlafene Heimatstadt Little Dixie zurück. In dem kleinen Ort in Oklahoma angekommen, muss er feststellen, dass sein Bruder nur vorgegeben hat, durch den Schuss einer Armbrust ermordet worden zu sein, tatsächlich aber immer noch am Leben ist und die Nachricht seines Todes nur ein Vorwand war, um Bill nach Hause zu locken.
Brady hat zusammen mit seinem Freund Bolger und der Hilfe des jüdischen Drogenbarons Pug Rothbaum Fuß im Drogengeschäft gefasst und betreibt eine eigene Marihuana-Plantage. Aufgrund der hohen Qualität der Produkte stehen Bradys Grassorten außer Konkurrenz und somit entschließt er sich, den gesamten Drogenmarkt der Umgebung für sich zu beanspruchen. Um dabei keinerlei Probleme zu bekommen, soll Pug Rothbaum ermordet werden. Der ausgeklügelte Clou der beiden Ganoven sieht vor, dass, während Brady und Bolger sich für die Ermordung mit Rothbaum treffen und vor Ort ein antisemitisches Mordverbrechen vortäuschen, sein Zwillingsbruder Bill dabei als Alibi fungieren soll, indem er für einen Tag als Bradys Doppelgänger auftreten soll. Die Ereignisse überschlagen sich, als der Mord an Rothbaum in die Presse gelangt und Brady kurze Zeit später erschossen wird.
Nach Bradys Tod versucht sein Zwillingsbruder Bill die Plantage zu verkaufen, um Geld für Bradys Frau und ihren ungeborenen Sohn aufzutreiben. Bei Verhandlungen mit einem lokalen Drogendealer kommt es zum Disput und Bill wird von einem Armbrustbolzen in den Rücken getroffen. Er überlebt den Schuss durch die beherzte Hilfe von Bolger, der früher von Brady im Gefängnis bei einem Messerangriff gerettet wurde und es nun bedauert, dass er Brady bei dessen tödlichem Schusswechsel nicht retten konnte. Am Ende des Films sitzt Bill mit seiner neugewonnenen Liebschaft Janet im Garten seiner Mutter und erholt sich von seinen erlittenen Verletzungen.

## Hintergrund

### Produktion
Tim Blake Nelson, der klassische Altertumswissenschaft an der Brown University studierte und in Tulsa aufwuchs, hatte, bereits während er das Drehbuch schrieb, Edward Norton für die Doppelrolle der eineiigen Zwillinge vorgesehen. Er gab an, dass es für ihn keine alternative Besetzung dieser beiden Rollen gab. Edward Norton soll seinerseits von dem Drehbuch so begeistert gewesen sein, dass er sich um die Finanzierung des Projekts kümmerte. Zudem verzichtete er auf die Hälfte seiner üblichen Gage. Das Budget des Films wird auf neun Millionen US-Dollar geschätzt.
Die Dreharbeiten erfolgten in Plain Dealing und Shreveport in Louisiana. u. a. im September 2008.
In dem Film wird eine Studentin von Lucy DeVito, der Tochter von Danny DeVito, gespielt. Lindsay Lohan soll sich für eine Rolle in dem Film beworben haben, wurde jedoch abgelehnt.
In der Eröffnungsszene referiert Bill Kincaid (Edward Norton) über den Dialog zwischen Alkibiades und Sokrates aus dem platonischen Dialog Das Gastmahl (Symposion).

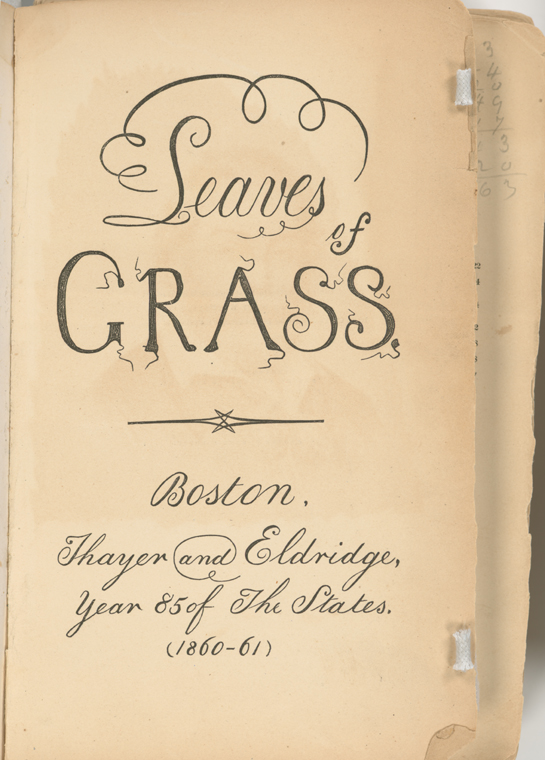
Leaves of Grass, Thayer and Eldridge, Boston 1860/61

In der Schlussszene liegt eine Ausgabe des Gedichtbands Grashalme (engl. „Leaves Of Grass“) von Walt Whitman auf dem Gartentisch, aus dem während des Films zitiert wird. Allerdings basiert der Film weder auf diesem noch auf einem anderen Buch.

### Veröffentlichung
Der Film feierte seine Premiere am 17. September 2009 auf dem Internationalen Filmfestival in Toronto. Am 13. November 2009 wurde er in den USA beim Starz Denver Film Festival gezeigt, dem weitere Vorführungen bei US-amerikanischen Filmfestivals folgten. Der Kinostart in den USA erfolgte am 17. September 2010. Am 29. Oktober 2010 erschien der Film in Deutschland und Österreich auf DVD und Blu-ray mit einer FSK-16-Freigabe. Der Computer-Bild-Ausgabe 3/2012 lag der Film als DVD bei. Ebenfalls im Januar 2012 konnten sich Kunden von Telekom Entertain den Film auf DVD gratis zuschicken lassen. Im deutschen Fernsehen lief der Film unter dem Titel Gefährliches Gras.

## Besetzung und Synchronisation
Andreas Fröhlich sprach in der deutschen Synchronfassung beide Rollen des von Edward Norton gespielten Zwillingspaares ein.
| Darsteller       | Deutscher Sprecher       | Rolle                      |
| ---------------- | ------------------------ | -------------------------- |
| Edward Norton    | Andreas Fröhlich         | Bill Kincaid/Brady Kincaid |
| Tim Blake Nelson | Lutz Schnell             | Bolger                     |
| Susan Sarandon   | Kerstin Sanders-Dornseif | Daisy Kincaid              |
| Chris Freihofer  | Philipp Schepmann        | Doktor                     |
| Keri Russell     | Tanja Geke               | Janet                      |
| Amelia Campbell  | Frauke Poolman           | Maggie Harmon              |
| Lee Wilkof       | Hans-Gerd Kilbinger      | Professor Nathan Levy      |
| Richard Dreyfuss | Kaspar Eichel            | Pug Rothbaum               |
| Lucy DeVito      |                          | Anne Greenstein            |
| Melanie Lynskey  |                          | Colleen                    |

## Soundtrack
Ein Soundtrack zum Film erschien nicht im Handel. Lowell George komponierte mit Fat Man In The Bathtub und Sailin' Shoes zwei Musiktitel, die im Film zu hören sind.
| Titel                                   | Interpret              | Komponist                                              |
| --------------------------------------- | ---------------------- | ------------------------------------------------------ |
| Stand Up                                | Doug Bossi             | Doug Bossi                                             |
| Illegal Smile                           | John Prine             | John Prine                                             |
| My Wildest Dreams Grow Wilder Every Day | The Flatlanders        | Joe Ely, Jimmie Dale Gilmore, Butch Hancock, Dan Yates |
| Faithful and True                       | Richard Myhill         | Richard Myhill                                         |
| Fat Man In The Bathtub                  | Little Feat            | Lowell George                                          |
| Rex's Blues                             | Townes Van Zandt       | Townes Van Zandt                                       |
| Sailin' Shoes                           | Little Feat            | Lowell George                                          |
| Sweet Revenge                           | John Prine             | John Prine                                             |
| I Shall Be Released                     | The Band               | Bob Dylan                                              |
| Lonely Are The Free                     | Steve Earle            | Steve Earle                                            |
| Boys From Oklahoma                      | Cross Canadian Ragweed | Gene Collier                                           |

## Kritiken
„Tim Blake Nelson […] kehrte in seine Heimat Oklahoma zurück und drehte dort einen skurrilen Mix aus Love-Story, Komödie und Gangster-Thriller.
[…] den altbackenen Plot und die überzeichneten Nebenrollen bügelt Edward Norton mit seiner professionellen Spielfreude aus. Kein großer Wurf, aber ein aufheiternder Spaß für dunkle Regentage.“

„Mit dem Plan […] eine Komödie in abgedrehter Coen Brüder-Manier zu führen, liegt Schauspieler und Regisseur Tim Blake Nelson eigentlich nicht verkehrt. […] – doch die Story hinkt leider gewaltig.“

„Dass Norton zwischen all den Knallchargen noch Würde wahren kann, verdient größte Hochachtung. Ohne sein Engagement würde Leaves Of Grass spätestens mit Bills forciertem Versöhnungsplädoyer implodieren.“

„The part I did not like was the anti-Semitism in the film.“